# Grande Loja da Jurisdição de Língua Portuguesa
A Grande Loja da Jurisdição de Língua Portuguesa (ou GLP) é a principal loja da Antiga e Mística Ordem Rosa-Cruz (AMORC) lusófona e situa-se hoje na cidade de Curitiba, capital do estado do Paraná, Brasil.
A Grande Loja da Jurisdição de Língua Portuguesa encontra-se na Rua Nicarágua, 2620 no bairro Bacacheri.

## História e Edifícios
A atual GLP nasceu com o nome de Grande Loja do Brasil (GLB) em 1956 no Rio de Janeiro. Após oito anos, em 1964, ela foi transferida para Curitiba, quando foi construída a sua sede própria. A loja se divide em várias partes além do templo, tais como:
- Templo Rosacruz e Heptada Martinista: juntos, são o primeiro edifício erguido na nova sede da Grande Loja, em Curitiba. A fachada dos templos é uma reconstituição dos pilones dos antigos templo egípcios. O pilone, tal como nos templos do Antigo Egito, é formado por um portal monumental ladeado por duas estruturas maiores ainda, em forma de trapézio. Os templos que constituem o prédio são um da AMORC, e outro da Tradicional Ordem Martinista (T.O.M.), uma sociedade ligada à AMORC voltada para o estudo do martinismo, uma doutrina dedicada ao estudo do misticismo judaico-cristão. Durante a Segunda Guerra Mundial, o governo nazista perseguia sociedades místicas como a maçonaria e sendas martinistas. Por essa razão, o Martinismo foi seriamente prejudicado e se viu profundamente danificado após a guerra. O Imperator Ralph Maxwell Lewis, uma vez que já tinha sido iniciado na TOM européia, foi requisitado pela Ordem Martinista a reviver a sociedade nos Estados Unidos para que ela pudesse retornar às suas atividades. Por essa razão, a TOM é afiliada à AMORC e é necessário ser membro da AMORC para ingressar-se na TOM.
- Auditório Harvey Spencer Lewis: foi o segundo edifício da Grande Loja a ser erguido, em 1970. O Auditório abriga as atividade do Centro Cultural AMORC Paraná (CCA), um organismo onde membros e amigos da Ordem exercem atividades educativas e culturais. O CCA incentiva a realização de atividades culturais como ciências, artes e filosofia.

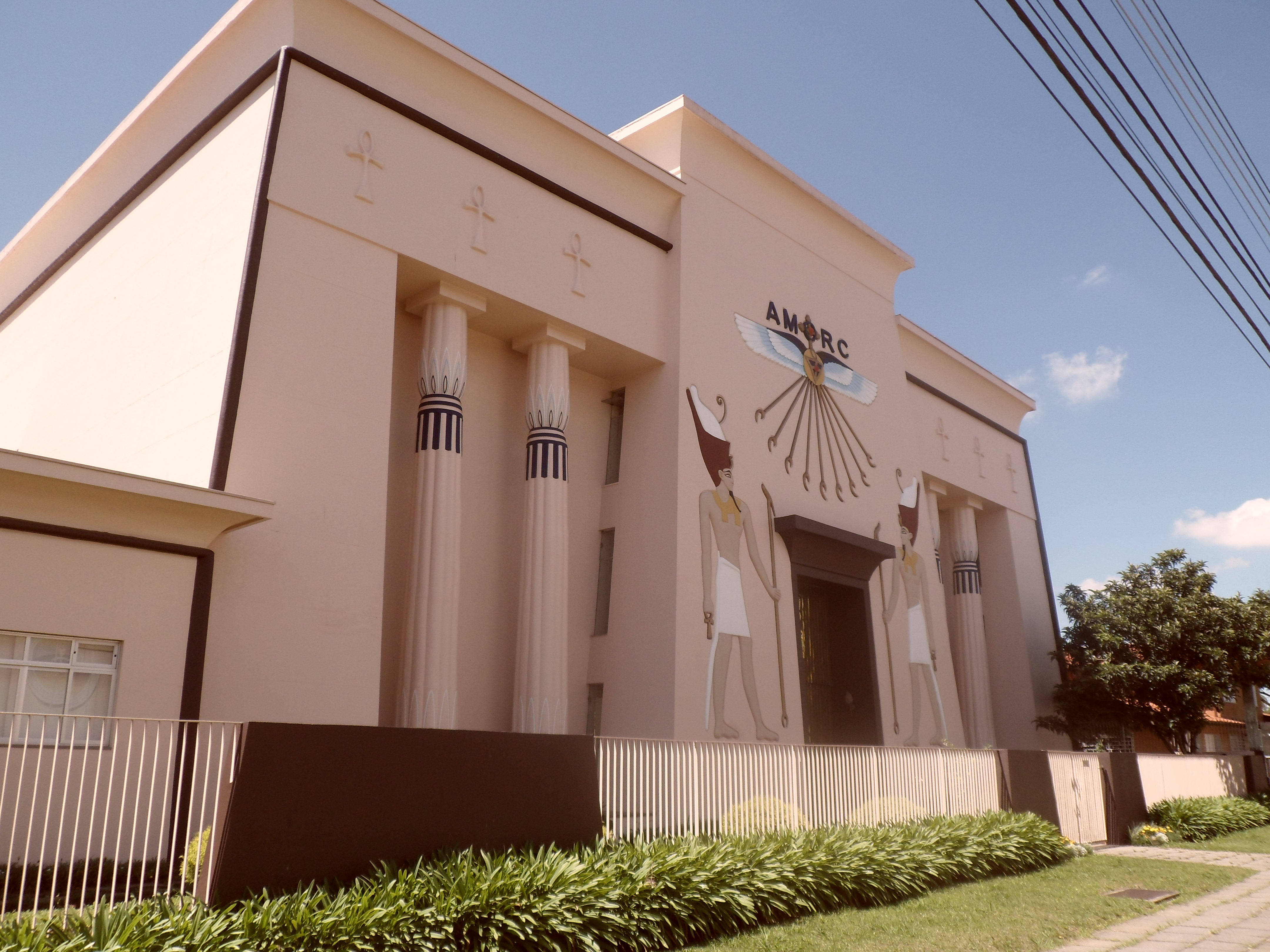
Vista frontal da Sede da Grande Loja de Jurisdição de Língua Portuguesa da AMORC.

- Museu Egípcio e Rosacruz: fundado em 1990, contém um grande acervo de réplicas egípcias, cujas originais encontram-se em diversos museus do mundo. O Museu Egípcio e Rosa-Cruz possui em seu acervo uma múmia feminina autêntica (apelidada de "Tothmea", e que viveu entre os séculos VII e VI a.C.)[2][3][4] que foi doada pelo Museu Egícpio de San Jose, Califórnia. O Museu tem duas categorias de exposição: uma permanente, que mantem o acervo egípcio e que é trocada, em média, de dois em dois anos; e outra, temporária, cuja temática é alterada semestralmente. O museu é único no Brasil, tanto pelo vínculo com a Ordem Rosacruz, também por servir como um atrativo turístico e um importante espaço cultural para a sociedade, sendo aberto ao público e recebendo centenas de visitantes todos os anos.[5][6][7]
- Biblioteca Alexandria: a Biblioteca Alexandria foi, a princípio, instalada junto do Museu Egípcio e Rosa-Cruz em 17 de outubro de 1990 (na XIV Convenção Nacional Rosacruz). Mais tarde, em 17 de outubro de 1992, foi inaugurado um prédio próprio para a biblioteca, anexo à administração da loja. O acervo literário da biblioteca contem 15000 exemplares e continua se expandindo. A biblioteca não está restrita apenas aos rosacruzes; ela está aberta ao público e contem artigos tanto de cultura geral quanto de misticismo. Grande parte dos freqüentadores da biblioteca são estudantes de misticismo.

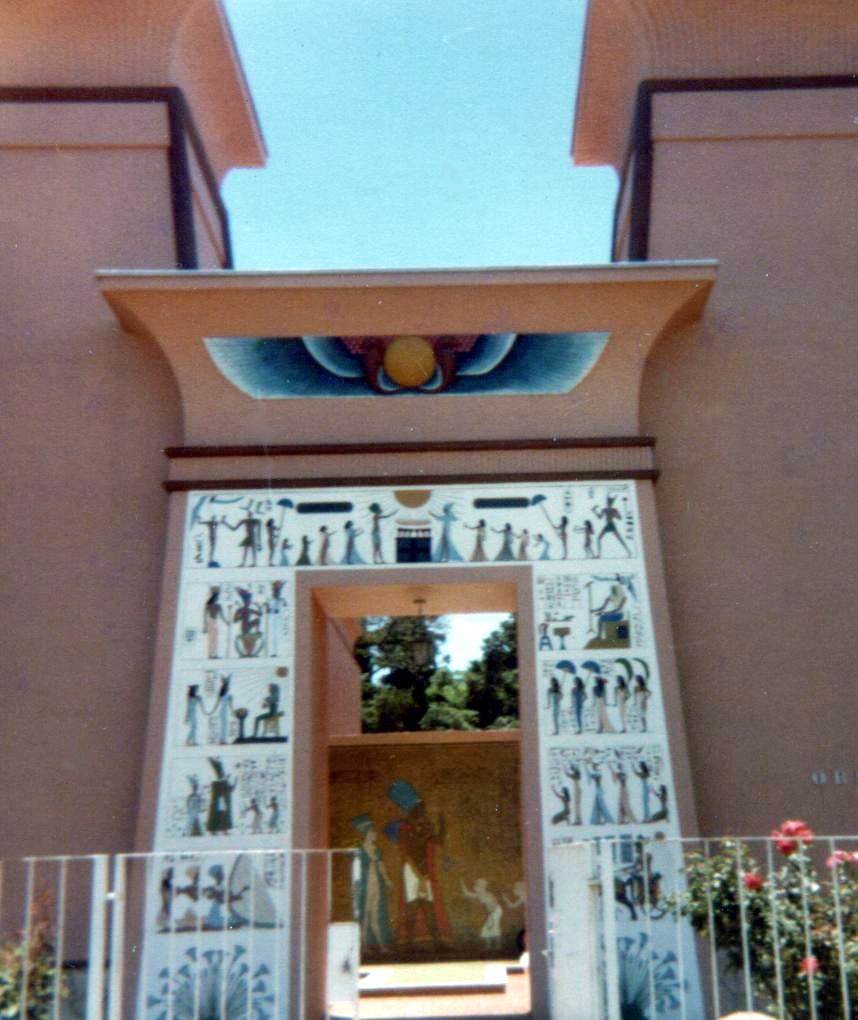
Detalhe do Templo Rosa Cruz, em Curitiba.

- Morada do Silêncio: encontra-se na Serra do Mar (Mata Atlântica), à 38 km da Sede, com o objetivo de fornecer aos estudantes um encontro interior. Nele, os estudantes têm a oportunidade de desperta a paz e o silêncio dentro de si e o ambiente da Serra do Mar proporciona as condições necessárias para tal.
- Espaço de Arte Francis Bacon: foi inaugurado em 28 de novembro de 1997 com o objetivo de abrigar exposições de arte. Também é um ponto de reunião de artístas, dedicado a divulgar as artes à comunidade onde também acontecem cursos voltados para a arte. Antes do prédio ser inaugurado, as exposições e eventos artíticos aconteciam no Salão Alexandria (junto à Biblioteca Alexandria). Os cursos e oficinas do Espaço Francis Bacon estão abertos ao público. Ele recebeu esse nome em homenagem à Francis Bacon, famoso esotérico e rosacruz, a que se costuma creditar o surgimento dos Três Manifestos Rosacrucianos.
- Memorial Rosacruz: é um memorial na GLP, no Bosque Rosacruz, inspirado no Akhnaton's Shrine, um monumento localizado no Parque Rosacruz de San Jose, Califórnia (na Suprema Grande Loja da AMORC). O Akhnaton's Shrine foi construído em homenagem aos rozacruzes que participaram da caravana iniciática mundial ao Egito em 1929. O Memorial Rosacruz foi construído em 1987 e é uma homenagem a todos os místicos que contribuíram para a Ordem durante a História.

Com a rápida expansão da AMORC no Brasil, o que se deve ao propósito da Ordem de combater superstições, que atrai muitos dos que entram em contato com ela, foi necessária a construção de uma sede mais adequada para a sua Administração, em 1980 em Curitiba, de onde a GLP também atende Portugal, Angola e Moçambique. No Brasil, o comando está a cargo do Grande Mestre Hélio Marques.

### Legenda dos Prédios
Os prédios da GLP possuem a seguinte legenda:
- 01: Prédio da Administração da GLP;
- 02: Museu Egípcio e Rosacruz;
- 03: Templo Rosacruz e Heptada Martinista com o Portal de Aquenáton ao centro;
- 04: Auditório Harvey Spencer Lewis;
- 05: Biblioteca Alexandria;
- 06: Espaço de Arte Francis Bacon;
- 07: Memorial no Bosque Rosacruz;
- 08: Morada do Silêncio, Chaminé da Serra (Serra do Mar).